# مادهياماكا

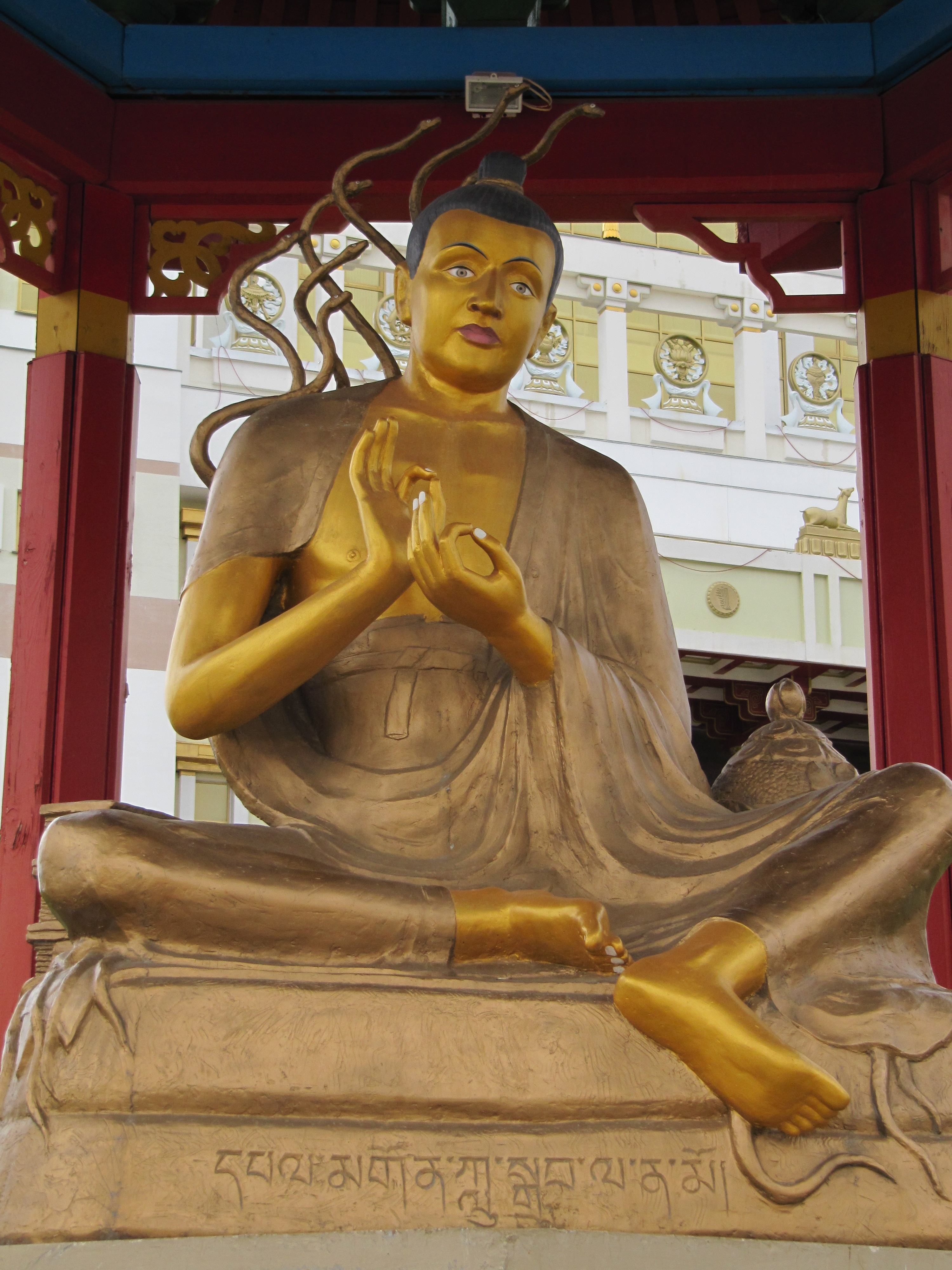

مادهياماكا (Madhyamaka ‏ (بالصينية: 中觀派)؛ (جونغ غوان باي) كما تعرف باسم سونيافادا Śūnyavāda) هي الفلسفة الرئيسية في مدرسة ماهايانا؛ تأسست من قبل ناجارجونا.
وفق فلسفة مادهياماكا فإن جميع الظواهر (دارما) هي فارغة المضمون سونياتا (Śūnyatā) في طبيعتها، وأن الجوهر أو طبيعة الأشياء (Svabhava) هو الذي يعطيها وجودها الصلب المستقل، لأنها نشأتها معتمدة في أصلها.
هذا «الفراغ» هو أيضاً «فارغ» بحد ذاته، أي أن لا وجود له في أرض الواقع، ولا يوحي إلى حقيقة غيبية وراء أو ما بعد الواقع الحقيقي.

## اقرأ أيضاً
- ماهايانا